# Dacrydium beccarii
Dacrydium beccarii é uma espécie de conífera da família Podocarpaceae.
Pode ser encontrada nos seguintes países: Indonésia, Malásia, Papua-Nova Guiné, Filipinas e Ilhas Salomão.